# Riccardo Bombig
Riccardo Bombig (Pola, 28 novembre 1913 – Scutari, 8 aprile 1939) è stato un militare italiano.
Tenente in s.p.e. dell'Arma di Fanteria del Regio Esercito, corpo dei bersaglieri, combatte durante l'occupazione dell'Albania, venendo decorato con la medaglia d'oro al valor militare alla memoria.

## Biografia
Nacque a Pola nel 1913, figlio di Rodolfo e di Caterina Zar, conseguì il diploma di ragioniere e nel 1933 entrò nella Regia Accademia Militare di Modena da cui uscì con il brevetto di sottotenente di fanteria.
Fu assegnato all'8º Reggimento bersaglieri e promosso tenente cinque anni dopo, alla vigilia della partenza per l'occupazione dell'Albania in seno al Corpo di spedizione al comando del generale Alfredo Guzzoni.

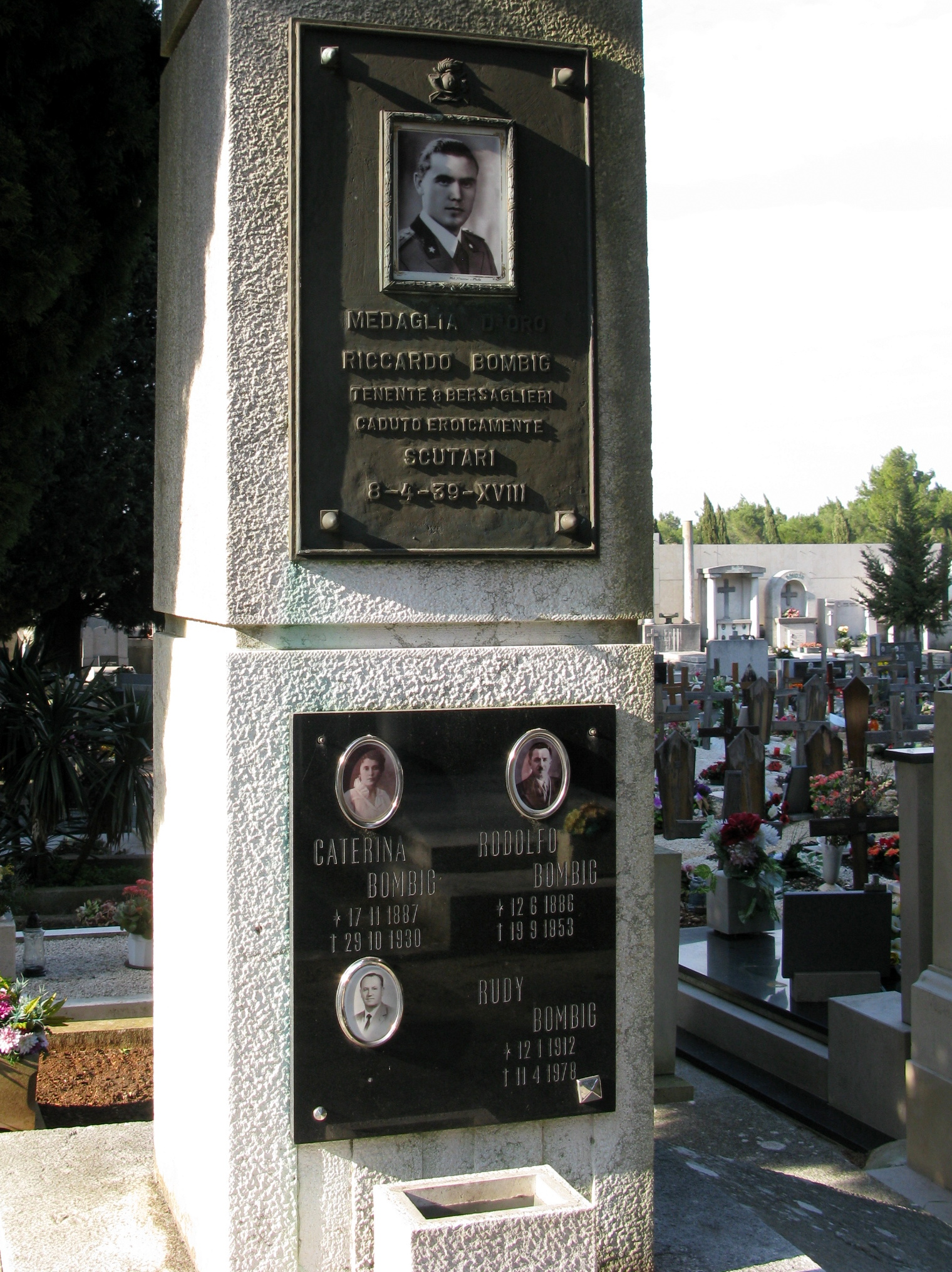
La tomba di Riccardo Bombig nel cimitero di Monte Ghiro a Pola.

Sbarcato a San Giovanni di Medua col 3º battaglione complementi dell'8º Reggimento, venendo di lì a breve coinvolto con la sua compagnia in scontri a fuoco.
Per tentare il passaggio del Ponte della Brinassa, minato e difeso da mitragliatrici, si lanciò con alcuni volontari oltre il manufatto, ma colpito a morte, si spense poco dopo. 
Per onorarne la memoria gli fu concessa la Medaglia d'oro al valor militare, massima decorazione italiana. Una via di Roma porta il suo nome.